# Arville (Seine-et-Marne)
Pour les articles homonymes, voir Arville.
Arville est une commune française située dans le département de Seine-et-Marne, en région Île-de-France.
En 2022, elle compte 140 habitants.

## Géographie

### Localisation
La commune d'Arville se trouve dans le département de Seine-et-Marne, en région Île-de-France.
Elle se situe à 47,29 km par la route de Melun, préfecture du département, à 30,79 km de Fontainebleau, sous-préfecture et à 14,91 km de Nemours, bureau centralisateur du canton de Nemours dont dépend la commune depuis 2015. La commune fait en outre partie du bassin de vie de Puiseaux.

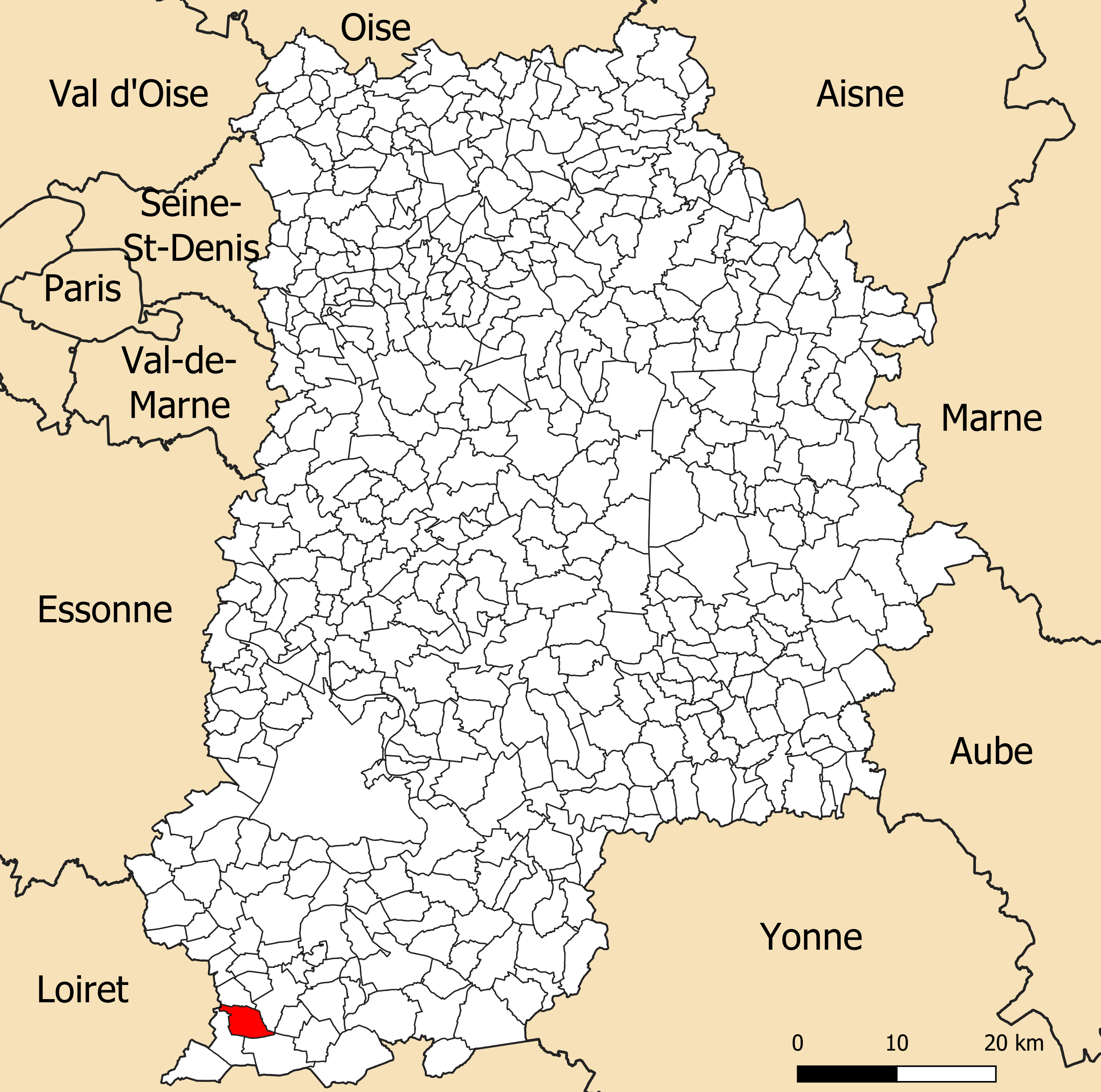
Localisation d'Arville dans le département de Seine-et-Marne.

Arville est située sur la route de Nemours à Beaumont-du-Gâtinais, entre Puiseaux et Chateau-Landon.

### Communes limitrophes

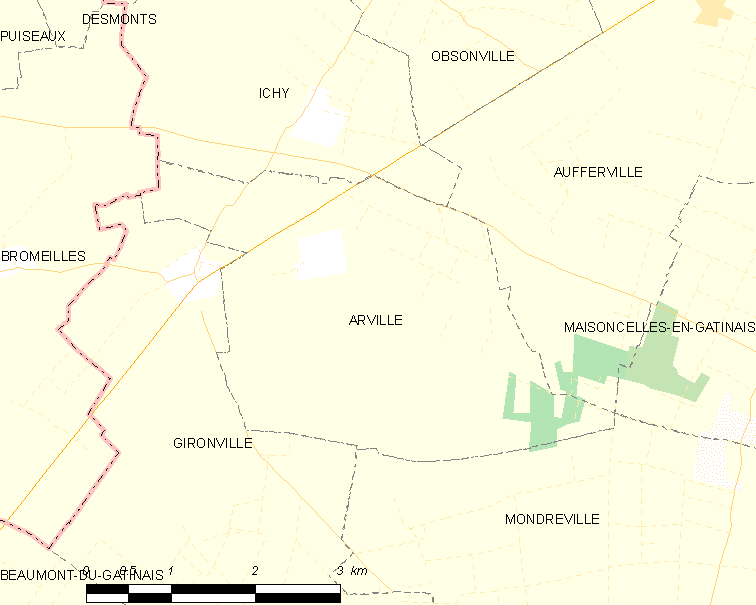
Carte des communes limitrophes d'Arville.

Les communes les plus proches sont : 
Gironville (1,5 km), Ichy (1,6 km), Obsonville (3,4 km), Bromeilles (3,8 km), Garentreville (5,3 km), Aufferville (5,4 km), Desmonts (5,7 km), Maisoncelles-en-Gâtinais (5,8 km).
|                     | Ichy                     | Aufferville              |
| Bromeilles (Loiret) | Arville (Seine-et-Marne) | Maisoncelles-en-Gâtinais |
| Gironville          |                          | Mondreville              |

### Géologie et relief
Le territoire de la commune se situe dans le sud du Bassin parisien, plus précisément au nord de la région naturelle du Gâtinais. La commune d'Arville est située dans une plaine proche du parc naturel régional du Gâtinais Français.
Géologiquement intégré au bassin parisien, qui est une région géologique sédimentaire, l'ensemble des terrains affleurants de la commune sont issus de l'ère géologique Cénozoïque (des périodes géologiques s'étageant du Paléogène au Quaternaire),.

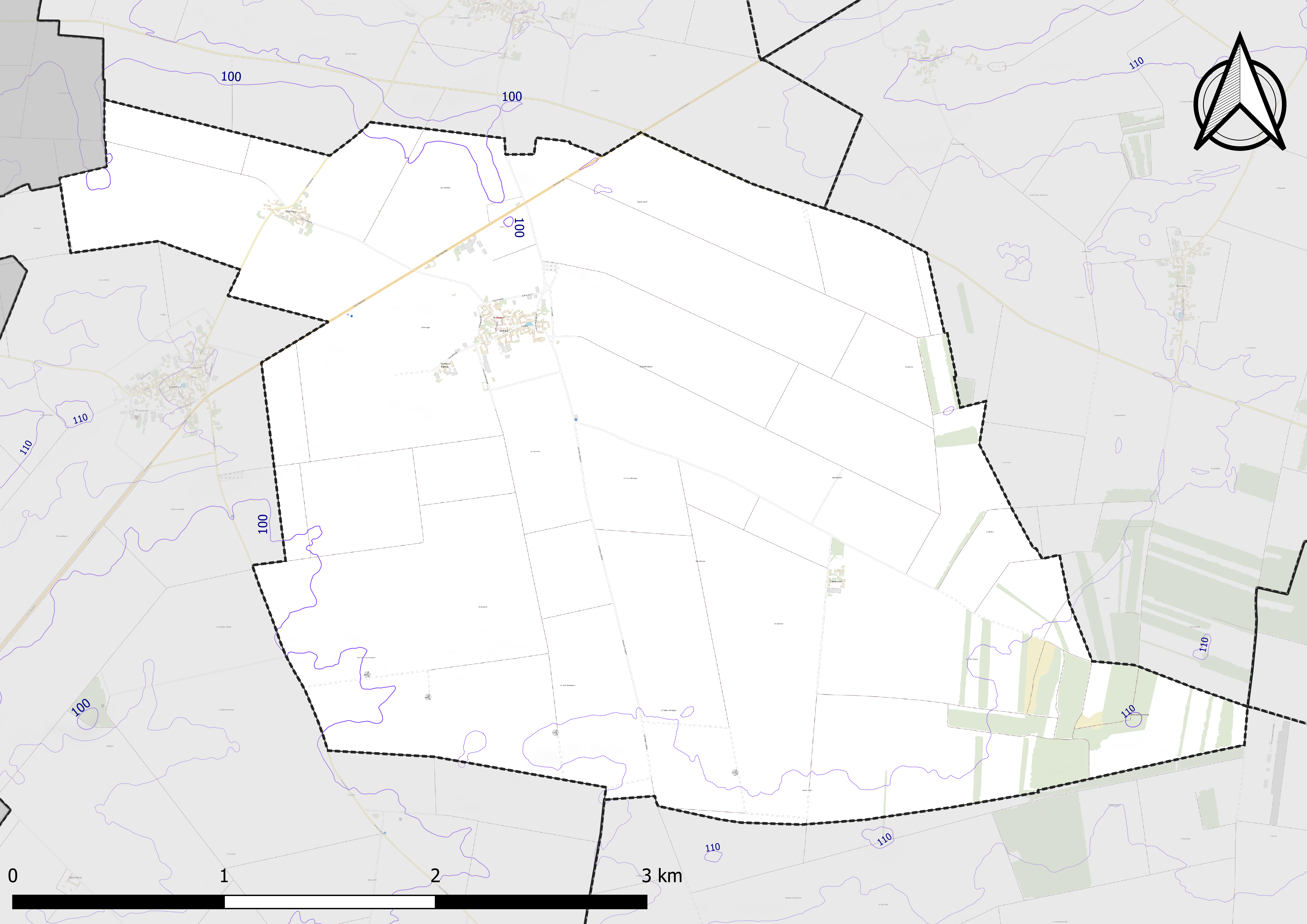
Carte du relief d'Arville.
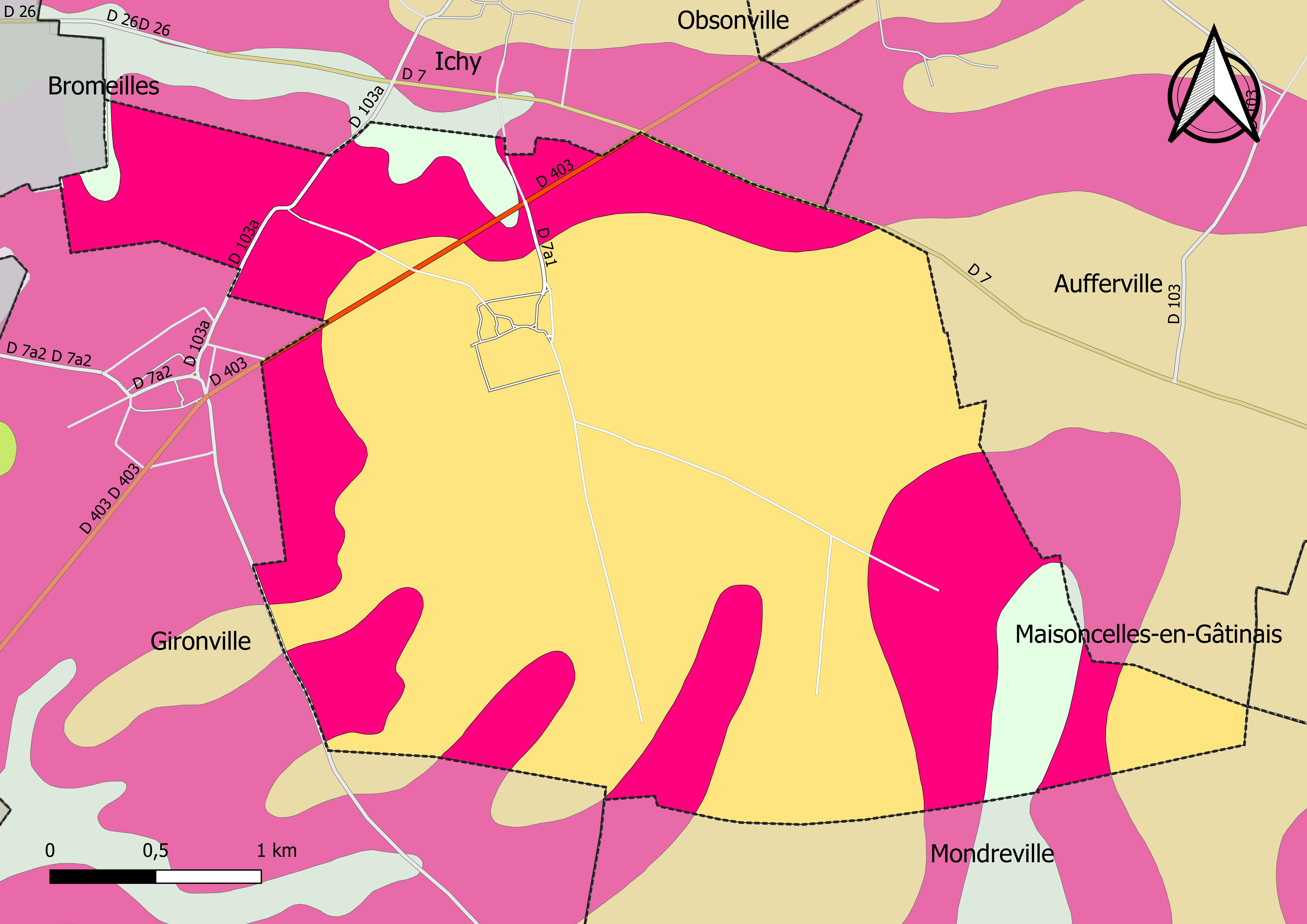
Carte géologique vectorisée et harmonisée d'Arville.

|  | LP : | Limon des plateaux de composition argilo-marneuse.                |
|  | Fz : | Alluvions récentes : limons, argiles, sables, tourbes localement. |

|  | g1CE : | Calcaire d'Étampes, meulières, marnes, calcaires du Gâtinais. |

Le territoire de la commune d'Arville est classée en zone de sismicité 1, correspondant à une sismicité très faible.

### Hydrographie
Il n'existe aucun réseau hydrographique de surface.

### Climat
Pour des articles plus généraux, voir Climat de l'Île-de-France et Climat de Seine-et-Marne.
En 2010, le climat de la commune est de type climat océanique dégradé des plaines du Centre et du Nord, selon une étude du CNRS s'appuyant sur une série de données couvrant la période 1971-2000. En 2020, Météo-France publie une typologie des climats de la France métropolitaine dans laquelle la commune est exposée à un climat océanique altéré et est dans la région climatique Sud-ouest du bassin Parisien, caractérisée par une faible pluviométrie, notamment au printemps (120 à 150 mm) et un hiver froid (3,5 °C).
Pour la période 1971-2000, la température annuelle moyenne est de 10,8 °C, avec une amplitude thermique annuelle de 15,5 °C. Le cumul annuel moyen de précipitations est de 647 mm, avec 10,7 jours de précipitations en janvier et 7,5 jours en juillet. Pour la période 1991-2020, la température moyenne annuelle observée sur la station météorologique la plus proche, située sur la commune de Saint-Pierre-lès-Nemours à 13 km à vol d'oiseau, est de 11,4 °C et le cumul annuel moyen de précipitations est de 697,6 mm,. Pour l'avenir, les paramètres climatiques de la commune estimés pour 2050 selon différents scénarios d'émission de gaz à effet de serre sont consultables sur un site dédié publié par Météo-France en novembre 2022.

### Milieux naturels et biodiversité
Aucun espace naturel présentant un intérêt patrimonial n'est recensé sur la commune dans l'inventaire national du patrimoine naturel,,.

## Urbanisme

### Typologie
Au 1er janvier 2024, Arville est catégorisée commune rurale à habitat très dispersé, selon la nouvelle grille communale de densité à sept niveaux définie par l'Insee en 2022.
Elle est située hors unité urbaine. Par ailleurs la commune fait partie de l'aire d'attraction de Paris, dont elle est une commune de la couronne,. Cette aire regroupe 1 929 communes,.

### Occupation des sols
L'occupation des sols de la commune, telle qu'elle ressort de la base de données européenne d’occupation biophysique des sols Corine Land Cover (CLC), est marquée par l'importance des territoires agricoles (96,8 % en 2018), une proportion identique à celle de 1990 (96,8 %). La répartition détaillée en 2018 est la suivante : 
terres arables (94,31 %), 
forêts (3,16 %), 
zones agricoles hétérogènes (2,53 %).
| Type d’occupation | 1990        | 1990    | 2018        | 2018    | Bilan |
| --- | ----------- | ------- | ----------- | ------- | ----- |
| Territoires artificialisés (zones urbanisées, zones industrielles ou commerciales et réseaux de communication, mines, décharges et chantiers, espaces verts artificialisés ou non agricoles) | 0,00 ha     | 0,00 %  | 0,00 ha     | 0,00 %  | 0 ha  |
| Territoires agricoles (terres arables, cultures permanentes, prairies, zones agricoles hétérogènes)                                                                                          | 1 104,69 ha | 96,84 % | 1 104,69 ha | 96,84 % | 0 ha  |
| Forêts et milieux semi-naturels (forêts, milieux à végétation arbustive et/ou herbacée, espaces ouverts sans ou avec peu de végétation)                                                      | 36,11 ha    | 3,16 %  | 36,11 ha    | 3,16 %  | 0 ha  |

Parallèlement, L'Institut Paris Région, agence d'urbanisme de la région Île-de-France, a mis en place un inventaire numérique de l'occupation du sol de l'Île-de-France, dénommé le MOS (Mode d'occupation du sol), actualisé régulièrement depuis sa première édition en 1982. Réalisé à partir de photos aériennes, le Mos distingue les espaces naturels, agricoles et forestiers mais aussi les espaces urbains (habitat, infrastructures, équipements, activités économiques, etc.) selon une classification pouvant aller jusqu'à 81 postes, différente de celle de Corine Land Cover,,. L'Institut met également à disposition des outils permettant de visualiser par photo aérienne l'évolution de l'occupation des sols de la commune entre 1949 et 2018.

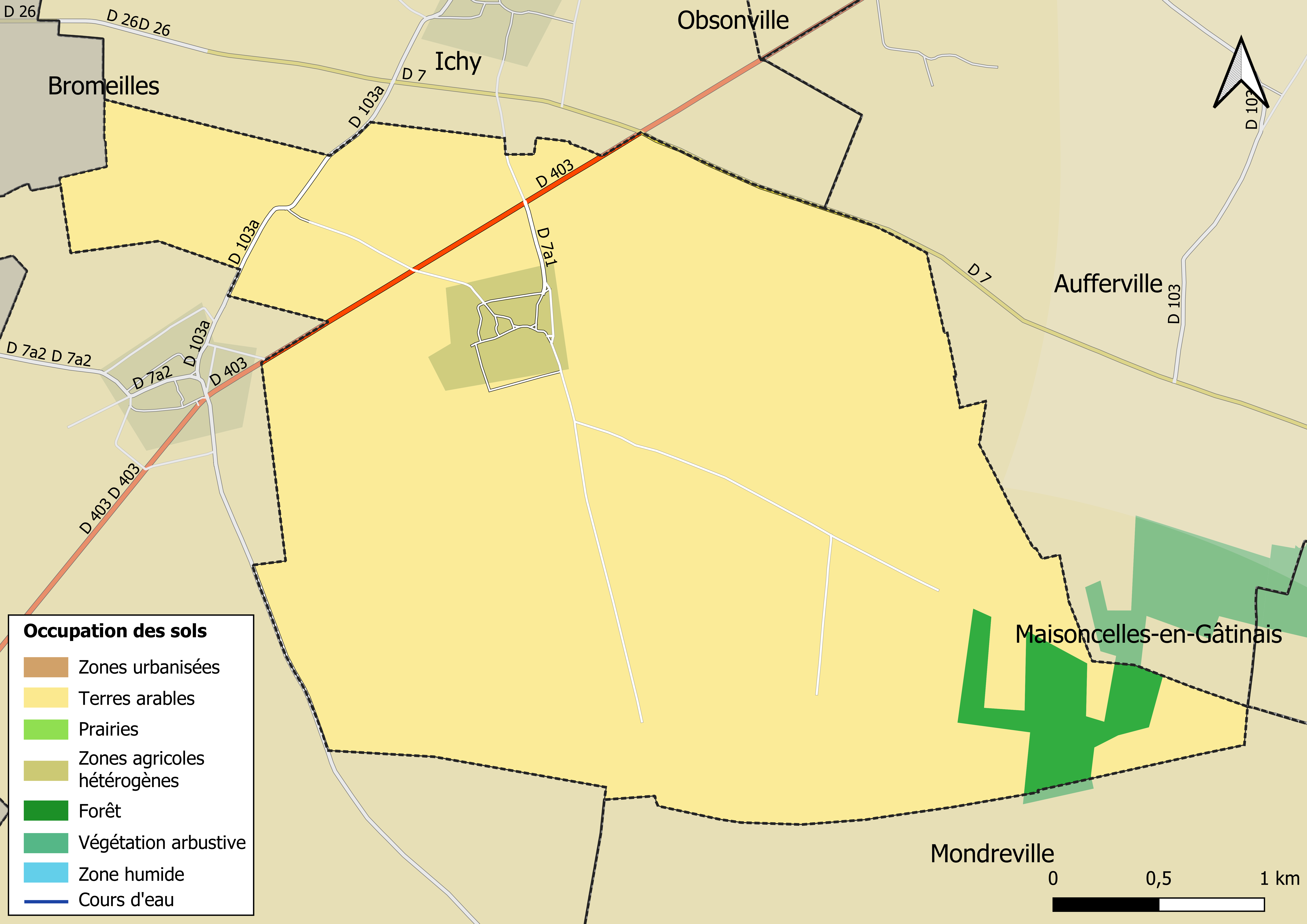
Carte des infrastructures et de l'occupation des sols en 2018 (CLC) de la commune.
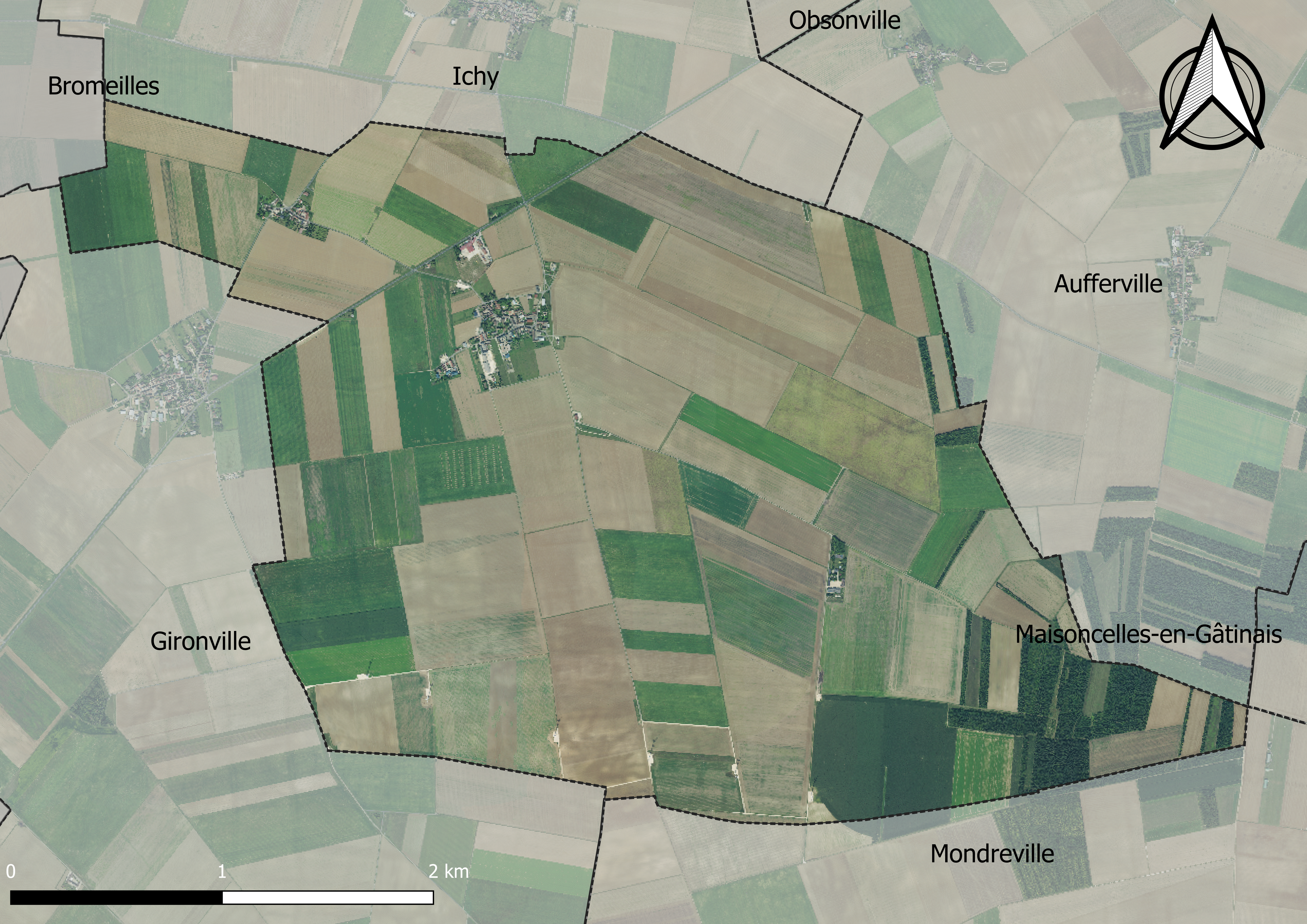
Carte orhophotogrammétrique de la commune.

### Planification
La loi SRU du 13 décembre 2000 a incité les communes à se regrouper au sein d’un établissement public, pour déterminer les partis d’aménagement de l’espace au sein d’un SCoT, un document d’orientation stratégique des politiques publiques à une grande échelle et à un horizon de 20 ans et s'imposant aux documents d'urbanisme locaux, les PLU (Plan local d'urbanisme). La commune est dans le territoire du SCOT Nemours Gâtinais, approuvé le 5 juin 2015 et porté par le syndicat mixte d’études et de programmation (SMEP) Nemours-Gâtinais.
La commune disposait en 2019 d'un plan local d'urbanisme approuvé. Le zonage réglementaire et le règlement associé peuvent être consultés sur le géoportail de l'urbanisme.

### Lieux-dits, écarts et quartiers

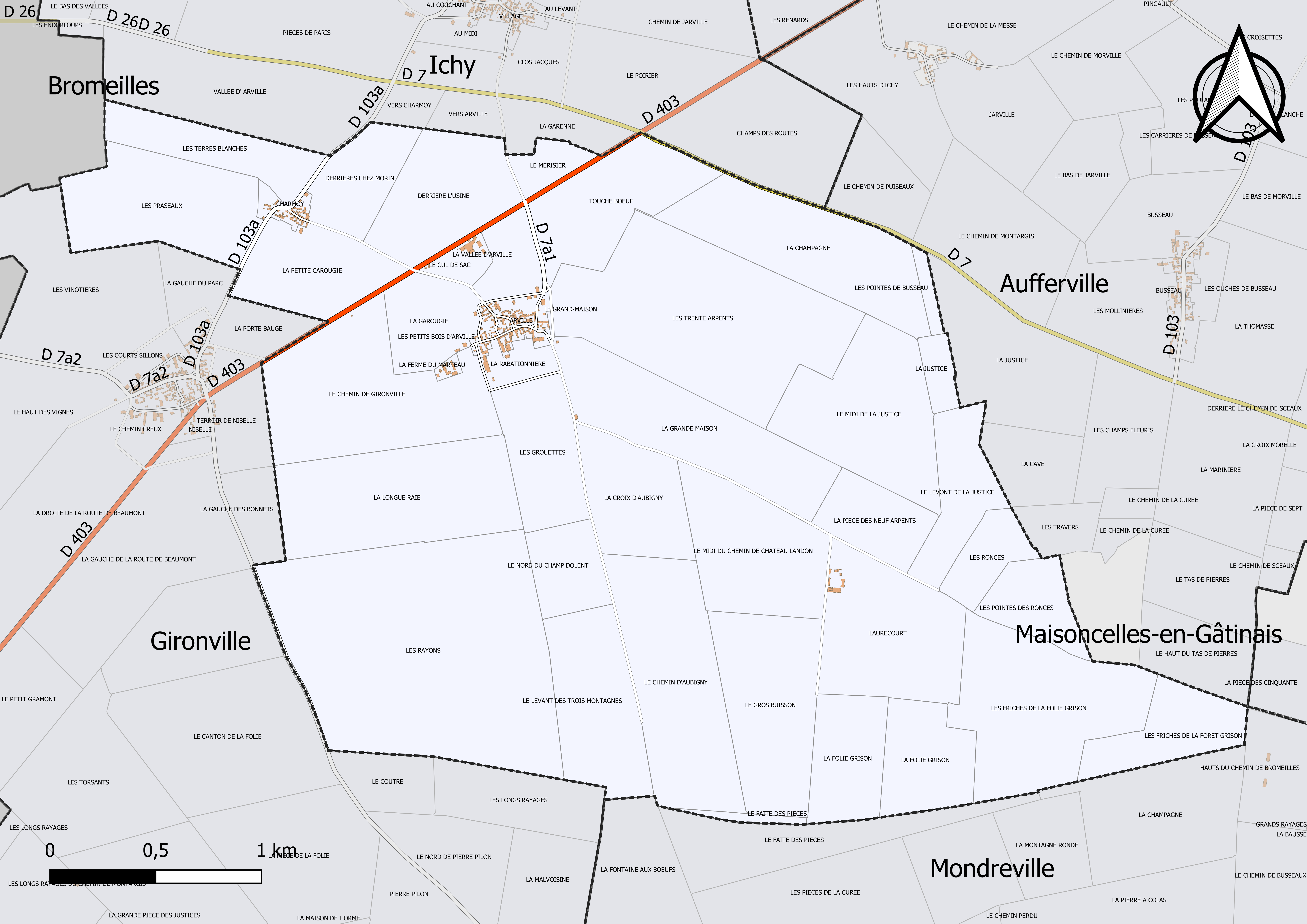
Carte du cadastre de la commune d'Arville.

La commune compte 101 voies dont  87 lieux-dits administratifs répertoriés dont les plus importants sont Charmoy et Laurecourt.

### Logement
En 2013, le nombre total de logements dans la commune était de 66 (dont 97,1 % de maisons et 1,4 % d’appartements).
Parmi ces logements, 80,4 % étaient des résidences principales, 7,5 % des résidences secondaires et 12,1 % des logements vacants.
La part des ménages propriétaires de leur résidence principale s’élevait à 89,3 %.

### Voies de communication et transports

#### Voies de communication

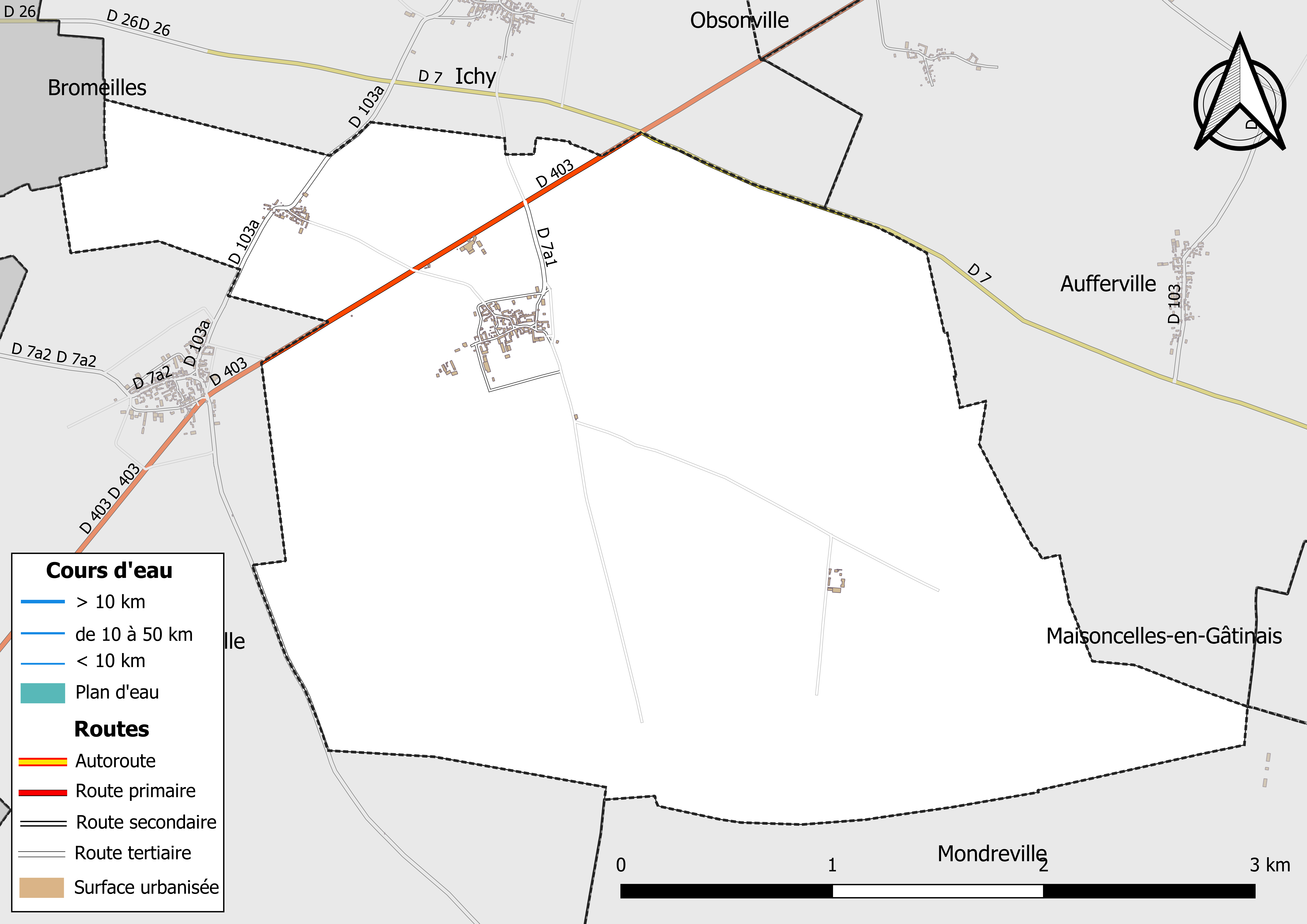
Carte des réseaux hydrographique et routier d'Arville.

Deux routes départementales relient Arville aux communes voisines :
- la D 103A, à Ichy au nord ; à Gironville, à l'ouest ;
- la D 403, à Ichy, au nord ; à Bromeilles et Beaumont-du-Gâtinais, au sud-ouest.

#### Transports
Les gares ferroviaires les plus proches : 
- la gare de Nemours - Saint-Pierre, desservie par les trains de la Ligne R du Transilien (Paris - Montargis), située à 14,1 kilomètres ;
- la gare de Bagneaux-sur-Loing, desservie par les trains de la Ligne R du Transilien (Paris - Montargis), située à 14,3 kilomètres ;
- la gare de Malesherbes, desservie par les trains de la ligne D du RER, dont elle est le terminus Sud, située à 20,4 kilomètres.

Arville est desservie par une ligne du réseau de bus Vallée du Loing - Nemours :  la ligne 13C, qui relie Beaumont-du-Gâtinais à Saint-Pierre-lès-Nemours.

## Toponymie
Le nom de la localité est attesté sous les formes Parrochia de Errevilla et Balduinum de Errevilla en 1185, Erreville en 1264.

## Histoire
Saint patron : Saint Pierre. Autrefois, 1770, cure de l'archidiacionné et doyenné de Ferrières, généralité de Paris, élection de Nemours, coutume de Lorris.
- En 1294, le nom de ce pays était écrit de Harvillia.
- En 1166, Hugues d'Arville était seigneur de cette paroisse. Jean Charpentier, prêtre était curé d'Harville.
- En 1692, Leboeuf dit qu'Arville vient de Arroli villaris. C'était une portion congrue qui ne valait que 400 livres.
- En 1555, le cardinal de Tournon, comme abbé commendataire de Ferrières, appelé à la rédaction de la coutume de Sens, déclara que la terre et seigneurie d'Arville, qui dépendait de ce monastère, avait toujours été régie par la coutume de Lorris ; pareille déclaration fut faite par le curé et les habitants de ce lieu.

Dépendance : un hameau dit le Charmoy, et une ferme dite le Marteau.

## Politique et administration

### Élections nationales
- Élection présidentielle de 2017[31] : 43,69 % pour Emmanuel Macron (REM), 33,98 % pour Marine Le Pen (FN), 83,50 % de participation.

### Liste des maires
| Période                                  | Période   | Identité            | Étiquette | Qualité                |
| ---------------------------------------- | --------- | ------------------- | --------- | ---------------------- |
| Les données manquantes sont à compléter. |           |                     |           |                        |
| 1817                                     | 1837      | Michel Bouchet      |           |                        |
| 1837                                     | 1848      | André Perchellet    |           |                        |
| 1848                                     | 1849      | Jean-Pierre Bouchet |           |                        |
| 1849                                     | 1864      | Jean-Baptiste Dupré |           |                        |
| 1864                                     | 1871      | Jean-Pierre Bouchet |           |                        |
| 1871                                     | 1881      | Honoré Perchellet   |           |                        |
| 1881                                     | 1884      | Alphonse Barthélémy |           |                        |
| 1884                                     | 1890      | Honoré Perchellet   |           |                        |
|                                          |           |                     |           |                        |
| mars 1983                                | mars 2001 | Micheline Grattier  |           | Institutrice           |
| mars 2001                                | En cours  | Anne Thibault       |           | Retraitée aéronautique |

## Équipements et services

### Eau et assainissement
L’organisation de la distribution de l’eau potable, de la collecte et du traitement des eaux usées et pluviales relève des communes. La loi NOTRe de 2015 a accru le rôle des EPCI à fiscalité propre en leur transférant cette compétence. Ce transfert devait en principe être effectif au 1er janvier 2020, mais la loi Ferrand-Fesneau du 3 août 2018 a introduit la possibilité d’un report de ce transfert au 1er janvier 2026,.

#### Assainissement des eaux usées
En 2020, la commune d'Arville ne dispose pas d'assainissement collectif,.
L’assainissement non collectif (ANC) désigne les installations individuelles de traitement des eaux domestiques qui ne sont pas desservies par un réseau public de collecte des eaux usées et qui doivent en conséquence traiter elles-mêmes leurs eaux usées avant de les rejeter dans le milieu naturel. La commune assure en régie le service public d'assainissement non collectif (SPANC), qui a pour mission de vérifier la bonne exécution des travaux de réalisation et de réhabilitation, ainsi que le bon fonctionnement et l’entretien des installations,.

#### Eau potable
En 2020, l'alimentation en eau potable de la commune est assurée par le SIAEP d'Arville - Gironville qui gère le service en régie,,.
Les nappes de Beauce et du Champigny sont classées en zone de répartition des eaux (ZRE), signifiant un déséquilibre entre les besoins en eau et la ressource disponible. Le changement climatique est susceptible d’aggraver ce déséquilibre. Ainsi afin de renforcer la garantie d’une distribution d’une eau de qualité en permanence sur le territoire du département, le troisième Plan départemental de l’eau signé, le 3 octobre 2017, contient un plan d’actions afin d’assurer avec priorisation la sécurisation de l’alimentation en eau potable des Seine-et-Marnais. A cette fin a été préparé et publié en décembre 2020 un schéma départemental d’alimentation en eau potable de secours dans lequel huit secteurs prioritaires sont définis. La commune fait partie du secteur Beauce.

## Population et société

### Démographie
L'évolution du nombre d'habitants est connue à travers les recensements de la population effectués dans la commune depuis 1793. Pour les communes de moins de 10 000 habitants, une enquête de recensement portant sur toute la population est réalisée tous les cinq ans, les populations de référence des années intermédiaires étant quant à elles estimées par interpolation ou extrapolation. Pour la commune, le premier recensement exhaustif entrant dans le cadre du nouveau dispositif a été réalisé en 2006.

En 2022, la commune comptait 140 habitants, en évolution de +12 % par rapport à 2016 (Seine-et-Marne : +3,92 %, France hors Mayotte : +2,11 %).
| 1793 | 1800 | 1806 | 1821 | 1831 | 1836 | 1841 | 1846 | 1851 |
| ---- | ---- | ---- | ---- | ---- | ---- | ---- | ---- | ---- |
| 221  | 216  | 249  | 244  | 277  | 274  | 311  | 322  | 98   |

| 1856 | 1861 | 1866 | 1872 | 1876 | 1881 | 1886 | 1891 | 1896 |
| ---- | ---- | ---- | ---- | ---- | ---- | ---- | ---- | ---- |
| 308  | 269  | 269  | 249  | 236  | 256  | 269  | 259  | 256  |

| 1901 | 1906 | 1911 | 1921 | 1926 | 1931 | 1936 | 1946 | 1954 |
| ---- | ---- | ---- | ---- | ---- | ---- | ---- | ---- | ---- |
| 252  | 244  | 242  | 200  | 219  | 221  | 198  | 179  | 166  |

| 1962 | 1968 | 1975 | 1982 | 1990 | 1999 | 2006 | 2011 | 2016 |
| ---- | ---- | ---- | ---- | ---- | ---- | ---- | ---- | ---- |
| 164  | 145  | 120  | 117  | 117  | 121  | 139  | 127  | 125  |

| 2021 | 2022 | - | - | - | - | - | - | - |
| ---- | ---- | - | - | - | - | - | - | - |
| 135  | 140  | - | - | - | - | - | - | - |

### Enseignement
La commune ne dispose pas d’école primaire publique (maternelle ou élémentaire).

## Économie
- Trois artisans et commerçants, exploitations agricoles.

### Revenus de la population et fiscalité
En 2018, le nombre de ménages fiscaux de la commune était de 50, représentant 111 personnes et la  médiane du revenu disponible par unité de consommation  de 27 090 euros.

### Emploi
En 2018 , le nombre total d’emplois dans la zone était de 44, occupant 58 actifs  résidants.
Le taux d'activité de la population (actifs ayant un emploi) âgée de 15 à 64 ans s'élevait à 73,1 % contre un taux de chômage de 5,1 %. 
Les 21,8 % d’inactifs se répartissent de la façon suivante : 2,6 % d’étudiants et stagiaires non rémunérés, 11,5 % de retraités ou préretraités et 7,7 % pour les autres inactifs.

### Entreprises et commerces
En 2019, le nombre d’unités légales et d’établissements (activités marchandes hors agriculture) par secteur d'activité était de 8 dont 1 dans l’industrie manufacturière, industries extractives et autres, 4 dans la construction, 1 dans le commerce de gros et de détail, transports, hébergement et restauration et 2 dans les activités immobilières.
En 2020, une entreprise a été créée sur le territoire de la commune.
Au 1er janvier 2021, la commune ne disposait pas d’hôtel et de terrain de camping.

## Culture locale et patrimoine

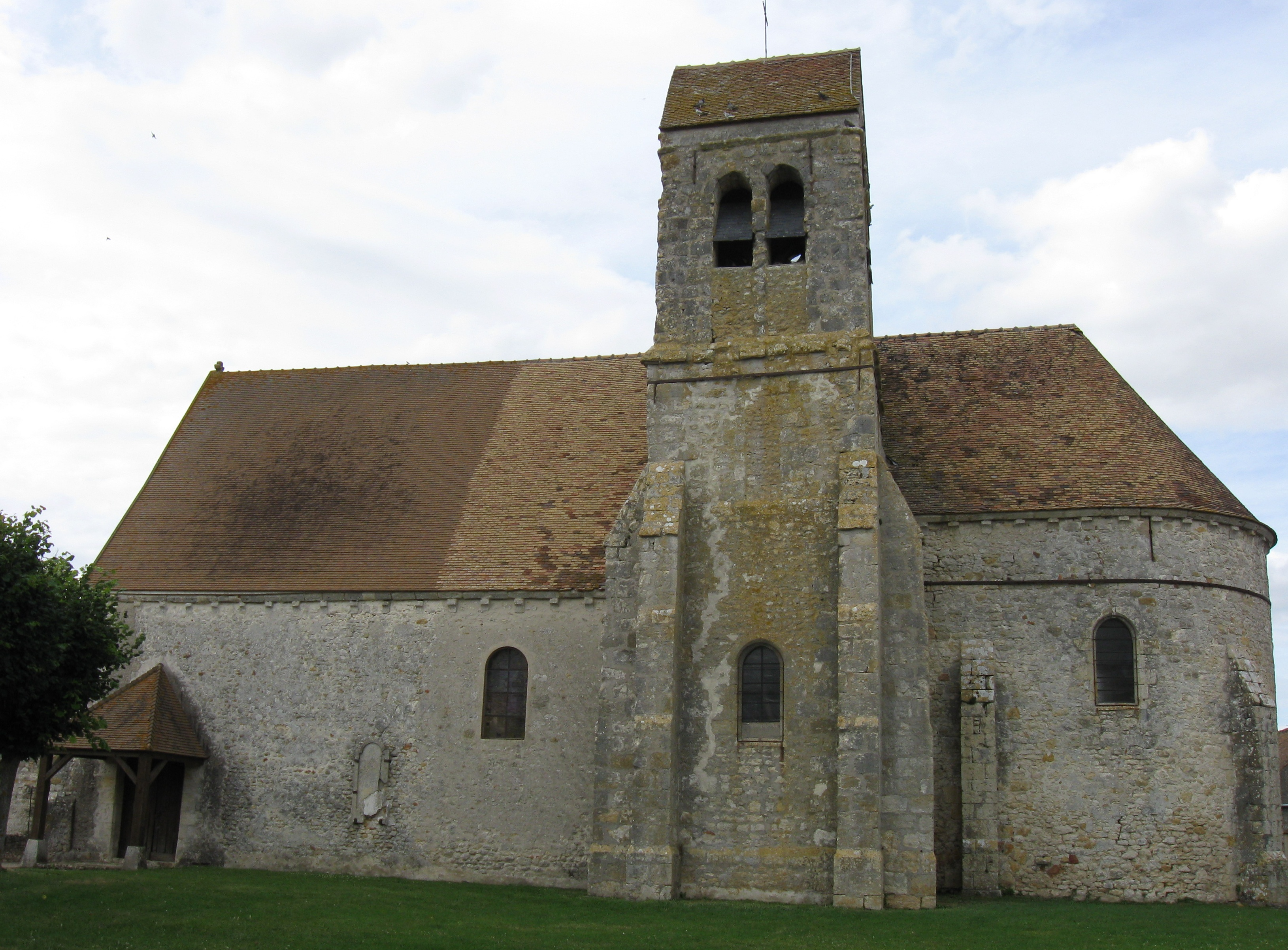
L'église Saint-Pierre-et-Saint-Paul.

### Lieux et monuments
- Église Saints-Pierre-et-Saint-Paul, classée au titre des monuments historiques[51].
- Ancienne grange aux dîmes (transformée en maison d'habitation).